# Ministrowie finansów Irlandii

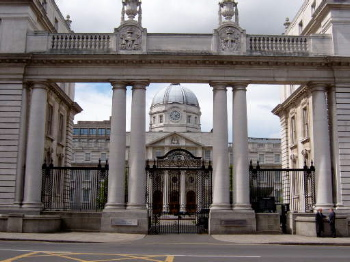
Siedziba ministerstwa finansów w Dublinie

Minister finansów (irl. Aire Airgeadais), jeden z najważniejszych urzędów ministerialnych Republiki Irlandzkiej, kontrolujący całokształt finansowej i monetarnej polityki państwa. Minister stoi na czele Departamentu finansów (irl. An Roinn Airgeadais). Nazwa wzięła się od XII-wiecznego angielskiego kanclerza skarbu, który prowadził rachunki na stole przykrytym biało-czarną szachownicą. Współczesny minister finansów Wielkiej Brytanii wciąż nosi tytuł Chancellor of Exchequer, co jest tłumaczone na język polski jako kanclerz skarbu, kanclerz szachownicy lub kanclerz Exchequer.
Minister finansów uznawany jest za drugiego pod względem znaczenia członka rządu po premierze. Musi być członkiem Dáil Éireann, izby niższej irlandzkiego parlamentu. Do jego zadań należy przygotowywanie budżetu, który przedstawia izbie w pierwszą środę grudnia.
Wielu ministrów finansów obejmowało później tekę premiera. Byli to Jack Lynch, Charles Haughey, Albert Reynolds, John Bruton, Bertie Ahern czy Brian Cowen.

## Ministrowie finansów Republiki Irlandzkiej
| Minister                | Okres urzędowania                    |
| ----------------------- | ------------------------------------ |
| Eoin MacNeill           | 22 stycznia 1919 - 1 kwietnia 1919   |
| Michael Collins         | 2 kwietnia 1919 - 22 sierpnia 1922   |
| William Thomas Cosgrave | 17 lipca 1922 - 21 września 1923     |
| Ernest Blythe           | 21 września 1923 - 9 marca 1932      |
| Seán MacEntee           | 9 marca 1932 - 16 września 1939      |
| Seán T. O’Kelly         | 16 września 1939 - 14 czerwca 1945   |
| Frank Aiken             | 19 czerwca 1945 - 18 lutego 1948     |
| Patrick McGilligan      | 18 lutego 1948 - 13 czerwca 1951     |
| Seán MacEntee           | 13 czerwca 1951 - 2 czerwca 1954     |
| Gerard Sweetman         | 2 czerwca 1954 - 20 marca 1957       |
| James Ryan              | 20 marca 1957 - 21 kwietnia 1965     |
| Jack Lynch              | 21 kwietnia 1965 - 10 listopada 1966 |
| Charles Haughey         | 10 listopada 1966 - 7 maja 1970      |
| George Colley           | 9 maja 1970 - 14 marca 1973          |
| Richie Ryan             | 14 marca 1973 - 5 lipca 1977         |
| George Colley           | 5 lipca 1977 - 11 grudnia 1979       |
| Michael O’Kennedy       | 12 grudnia 1979 - 16 grudnia 1980    |
| Gene Fitzgerald         | 16 grudnia 1980 - 30 czerwca 1981    |
| John Bruton             | 30 czerwca 1981 - 9 marca 1982       |
| Ray MacSharry           | 9 marca 1982 - 14 grudnia 1982       |
| Alan Dukes              | 14 grudnia 1982 - 14 lutego 1986     |
| John Bruton             | 14 lutego 1986 - 10 marca 1987       |
| Ray MacSharry           | 10 marca 1987 - 24 listopada 1988    |
| Albert Reynolds         | 24 listopada 1988 - 7 listopada 1991 |
| Charles Haughey (p.o.)  | 7 listopada 1991 - 14 listopada 1991 |
| Bertie Ahern            | 14 listopada 1991 - 15 grudnia 1994  |
| Ruairi Quinn            | 15 grudnia 1994 - 26 czerwca 1997    |
| Charlie McCreevy        | 26 czerwca 1997 - 29 września 2004   |
| Brian Cowen             | 29 września 2004 - 7 maja 2008       |
| Brian Lenihan           | 7 maja 2008 - 9 marca 2011           |
| Michael Noonan          | 9 marca 2011 - 14 czerwca 2017       |
| Paschal Donohoe         | 14 czerwca 2017 - 17 grudnia 2022    |
| Michael McGrath         | 17 grudnia 2022 - 25 czerwca 2024    |
| Jack Chambers           | 25 czerwca 2024 - 23 stycznia 2025   |
| Paschal Donohoe         | od 23 stycznia 2025                  |